# (11111) Repunit
(11111) Repunit est un astéroïde de la ceinture principale.

## Description
(11111) Repunit est un astéroïde de la ceinture principale. Il fut découvert le 16 novembre 1995 à Ōizumi par Takao Kobayashi. Il présente une orbite caractérisée par un demi-grand axe de 2,94 UA, une excentricité de 0,10 et une inclinaison de 3,4° par rapport à l'écliptique.

## Compléments